# روب غونسالفيس
روب غونسالفيس (بالإنجليزية: Rob Gonsalves) رسام كندي (مواليد 1959 في تورنتو، كندا) اشتهر بإتقانه للرسم السريالي و«الواقعية السحرية» كما اشتهر بطبعات محدودة ورسوم توضيحية لكتبه الخاصة.

## سير المهنة
في سن الثانية عشرة، أصبح عنده ادراك للهندسة المعمارية ونما هذا الإدراك. وقد تعلم تقنيات منظورية وبدأ إنشاء أول اللوحات والتصاميم للمباني التي تصورها. وقد بدأ غونسالفيس برسم اللوحات السريالية الأولى له٬ و«الواقعية السحرية». ويمتلك غونسالفيس أكثر من 70 لوحة معروضة. وهو يمضي قدرا ملحوظا من الوقت في تخطيط كل لوحة فنية جديدة، فهو ينهي في العادة حوالي أربع لوحات في كل عام.